# Славчиненты
Славчине́нты (бел. Слаўчыне́нты, пол. Sławczynięta) — деревня в Сморгонском районе Гродненской области Белоруссии.
Входит в состав Вишневского сельсовета.
Расположена в северной части района. Расстояние до районного центра Сморгонь по автодороге — около 35 км, до центра сельсовета агрогородка Вишнево  по прямой — 3 км. Ближайшие населённые пункты — Копаниха, Постарини-1, Свайгини. Площадь занимаемой территории составляет 0,2396 км², протяжённость границ 6130 м.

## История
Деревня отмечена на карте Шуберта (середина XIX века) под названием Славчина в составе Вишневской волости Свенцянского уезда Виленской губернии. По описи 1864 года насчитывали 37 ревизских душ, 10 дворов и 90 жителей католического вероисповедания. Входили в состав имения Поляны.
После Советско-польской войны, завершившейся Рижским договором, в 1921 году Западная Белоруссия отошла к Польской Республике и деревня была включена в состав новообразованной сельской гмины Вишнево Свенцянского повета Виленского воеводства. 1 января 1926 года гмина Вишнево была переведена в состав Вилейского повета.
В 1938 году Славчиненты насчитывали 18 дымов (дворов) и 95 душ.
В 1939 году, согласно секретному протоколу, заключённому между СССР и Германией, Западная Белоруссия оказалась в сфере интересов советского государства и её территорию заняли войска Красной армии. Деревня вошла в состав новообразованного Сморгонского района Вилейской области БССР. После реорганизации административного-территориального деления БССР деревня была включена в состав новой Молодечненской области в 1944 году. В 1960 году, ввиду новой организации административно-территориального деления и упразднения Молодечненской области, Славчиненты вошли в состав Гродненской области.

## Население
Согласно переписи население деревни в 1999 году насчитывало 32 жителя.

## Транспорт
Через Славчиненты проходит автодорога местного значения Н6745 Вишнево — Выголененты — Лылойти — Коробки. Также деревня связана дорогами местного значения:
- Н6734 со Свайгинями;
- Н6747 с Малиновой

С райцентром деревня связана автобусным маршрутом Сморгонь — Свайгини.

## Достопримечательности
К югу от Славчинент расположен Жодишковский заказник местного значения.